# Джордж Айвър Луис Маунтбатън
Лорд Джордж Айвър Луис Маунтбатън (р. 6 юни 1961) е британски аристократ, четвърти маркиз на Милфорд Хейвън, най-голям син на третия маркиз на Милфорд Хейвън и на Джанет Мерседес Брис. Лорд Джордж Маунтбатън заема 447-о място в линията на унаследяване на Британския престол.
По бащина линия Лорд Маунтбатън е правнук на Лудвиг Александър фон Батенберг, брат на българския княз Александър Батенберг. Освен това той е потомък и на руския император Николай I и на поета Александър Пушкин.
На 8 март 1989 г. Лорд Джордж Маунтбатън се жени за Сара Джорджина Уолкър. Двамата имат две деца:
- Лейди Татяна Маунтбатън (р. 16 април 1990)
- Хенри Маунтбатън, граф на Медина (р. 19 октомври 1991)

Лорд Джордж Маунтбатън и Сара Уолкър се развеждат през 1996 г., след което на 20 август 1997 г. Лорд Маунтбатън се жени повторно за Клеър Хастид Стийл.
През 2000 г. Лорд Маунтбатън създава компанията uSwitch, чийто сайт помага на потребителите при избора и смяната на доставчици на различни услуги. Компанията е продадена през март 2006 на американската медийна компания EW Scripps за 210 милиона британски лири.